# Прва лига Републике Српске у фудбалу 2022/23.
m:tel Прва лига Републике Српске у фудбалу 2022/23. је била двадесет осма по реду сезона Прве лиге Републике Српске у фудбалу у организацији Фудбалског савеза Републике Српске. У лиги је играло 18 клубова, у двокружном систему такмичења. Првак је постала Крупа, којој је то четврта титула, међутим пласман у Премијер лигу је обезбиједила Звијезда 09 јер Крупа није добила лиценцу за наступ у Премијер лиги.

## Састав
| Клуб                  | Мјесто           | Позиција претходне сезоне   |
| --------------------- | ---------------- | --------------------------- |
| Дрина                 | Зворник          | 6.                          |
| Жељезничар Sport Team | Бања Лука        | 11.                         |
| Звијезда 09           | Бијељина         | 4.                          |
| Козара                | Градишка         | 13.                         |
| Крупа                 | Крупа на Врбасу  | 1.                          |
| Лакташи               | Лакташи          | 1. у Другој лиги РС - Запад |
| Љубић                 | Прњавор          | 9.                          |
| Модрича Алфа          | Модрича          | 12.                         |
| Омарска               | Омарска          | 8.                          |
| Подриње               | Јања             | 14.                         |
| Радник                | Бијељина         | 11. у Премијер лиги БиХ     |
| Рудар Приједор        | Приједор         | 12. у Премијер лиги БиХ     |
| Славија               | Источно Сарајево | 7.                          |
| Слобода               | Мркоњић Град     | 2. у Другој лиги РС - Запад |
| Слобода               | Нови Град        | 3.                          |
| Сутјеска              | Фоча             | 5.                          |
| Текстилац             | Дервента         | 10.                         |
| Фамос                 | Војковићи        | 2. у Другој лиги РС - Исток |

## Табела
| Pos | Тим                   | О  | П  | Н  | И  | ГД | ГП | ГР  | Бод. | Промоција и испадање        |
| --- | --------------------- | -- | -- | -- | -- | -- | -- | --- | ---- | --------------------------- |
| 1   | Крупа                 | 34 | 27 | 4  | 3  | 98 | 24 | +74 | 85   | Испадање у Подручну лигу РС |
| 2   | Звијезда 09           | 34 | 20 | 9  | 5  | 77 | 26 | +51 | 69   | Пласман у Премијер лигу БиХ |
| 3   | Лакташи               | 34 | 22 | 3  | 9  | 76 | 34 | +42 | 69   |                             |
| 4   | Славија               | 34 | 15 | 10 | 9  | 56 | 40 | +16 | 55   |                             |
| 5   | Слобода Нови Град     | 34 | 16 | 7  | 11 | 51 | 42 | +9  | 55   | Испадање у Другу лигу РС    |
| 6   | Рудар Приједор        | 34 | 14 | 11 | 9  | 48 | 34 | +14 | 53   |                             |
| 7   | Радник Бијељина       | 34 | 15 | 8  | 11 | 47 | 33 | +14 | 53   |                             |
| 8   | Сутјеска              | 34 | 14 | 4  | 16 | 48 | 60 | −12 | 46   |                             |
| 9   | Козара                | 34 | 12 | 7  | 15 | 48 | 56 | −8  | 43   |                             |
| 10  | Жељезничар Sport Team | 34 | 12 | 7  | 15 | 41 | 57 | −16 | 43   |                             |
| 11  | Љубић                 | 34 | 13 | 2  | 19 | 41 | 66 | −25 | 41   |                             |
| 12  | Фамос                 | 34 | 12 | 4  | 18 | 40 | 53 | −13 | 40   |                             |
| 13  | Слобода Мркоњић Град  | 34 | 11 | 7  | 16 | 45 | 59 | −14 | 40   |                             |
| 14  | Омарска               | 34 | 11 | 5  | 18 | 42 | 76 | −34 | 38   |                             |
| 15  | Дрина Зворник         | 34 | 12 | 2  | 20 | 44 | 53 | −9  | 38   |                             |
| 16  | Модрича Алфа          | 34 | 10 | 3  | 21 | 32 | 73 | −41 | 33   |                             |
| 17  | Подриње Јања          | 34 | 8  | 7  | 19 | 38 | 62 | −24 | 31   | Испадање у Другу лигу РС    |
| 18  | Текстилац             | 34 | 7  | 10 | 17 | 28 | 52 | −24 | 31   | Испадање у Другу лигу РС    |

1. ↑  Крупа није добила лиценцу за наступ у Премијер лиги.[3] Пред почетак нове сезоне Крупа је одустала од наступа у Првој лиги Републике Српске, и играће Подручну лигу РС (пети ниво такмичења у БиХ).[4]
2. ↑  Звијезда 09 као другопласирана је добила лиценцу за наступ у Премијер лиги.[5]
3. ↑  Слобода из Новог Града није добила лиценцу за наступ у следећој сезони те ће наредне сезоне играти у Другој лиги РС.[6]

| Првак m:tel Прве лиге Републике Српске |
| -------------------------------------- |
| ФК Крупа 4. титула                     |